# Otitoma cyclophora
Otitoma cyclophora là một loài ốc biển, là động vật thân mềm chân bụng sống ở biển trong họ Conidae. Loài này thường tìm thấy ở ven biển Polynesia Thái Bình Dương.